# Нада Матић (стонотенисерка)
Нада Матић (Скадар, 1984) је српска стонотенисерка и параолимпијка. На Параолимпијским играма 2016. у Рију Нада осваја бронзану медаљу и сребрну са Бориславом Перић у екипном такмичењу.
Након повреде која ју је трајно везала за колица, Нада Матић први пут узима рекет за стони тенис у руке. Од 2003. године почиње професионално да се бави стоним тенисом, а само годину дана касније враћа се са медаљом са свог првог међународног такмичења.
На Параолимпијским играма 2024. одржаним у Паризу, у пару са Бориславом Перић освојила је сребрну медаљу, пошто су у финалу поражене од Кинескиња Гу Шаодан и Пан Јиамин резултатом 3:1 у сетовима.

## Награде

### Друге награде
- 2016: Награда Браћа Карић

- 2022: Награда Браћа Карић